# Elisabeth Mossová
Elisabeth Singleton Mossová (nepřechýleně Moss; * 24. července 1982, Los Angeles, Kalifornie, Spojené státy americké) je americká herečka. Mezi její známé role patří Zoey Bartlet, třetí a nejmladší dcera prezidenta Jeda Bartleta v seriálu Západní křídlo a sekretářka a později textařka Peggy Olson v televizním seriálu Šílenci z Manhattanu, odehrávajícím se v šedesátých letech v reklamní agentuře.

## Osobní život
Narodila se v roce 1982 v Los Angeles ve státě Kalifornie do muzikantské rodiny. Její první herecká příležitost přišla v minisérii Lucky: Příběh jednoho života, která se natočila v roce 1990.

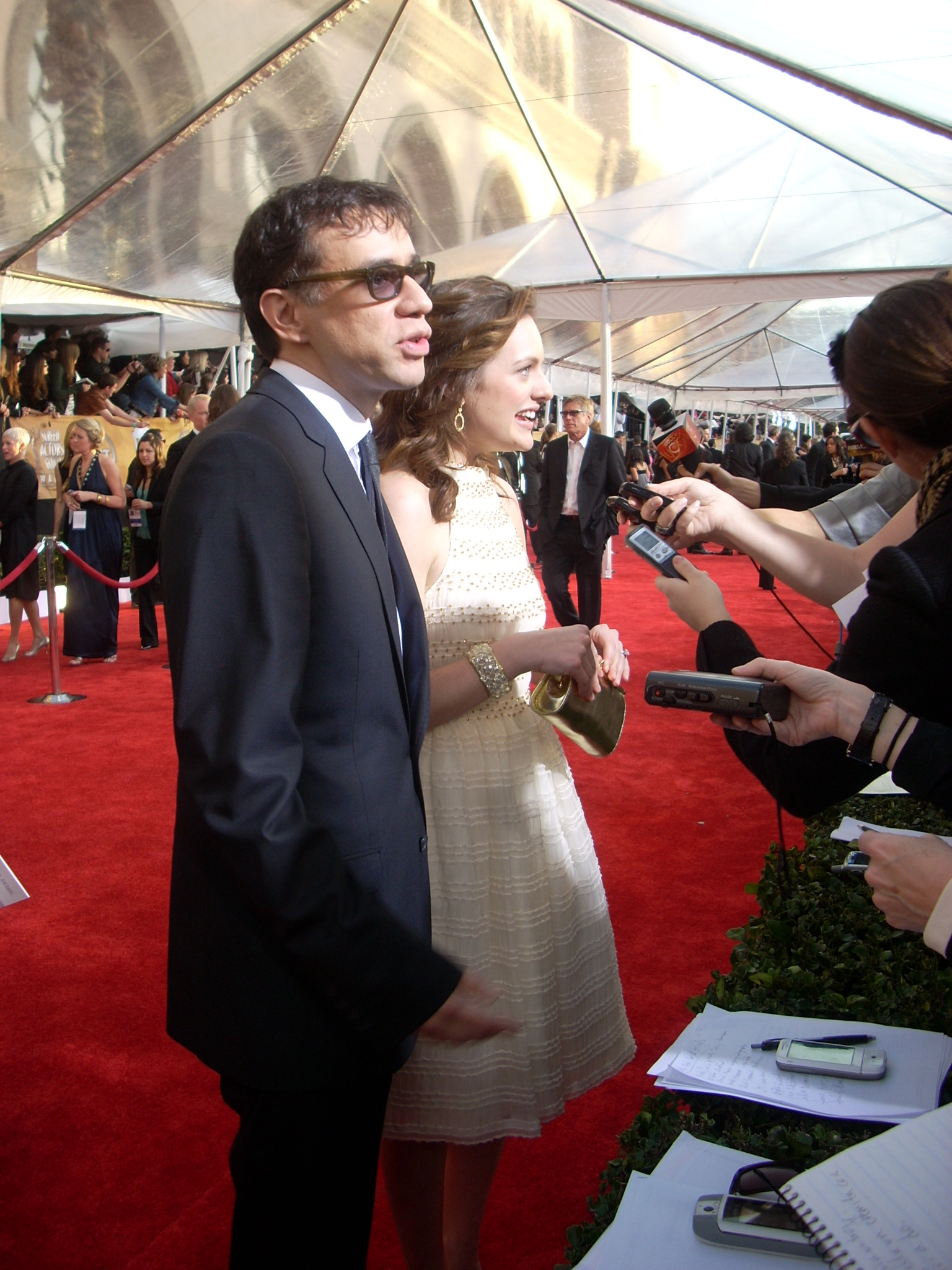
Moss se svým bývalým manželem Fredem Armisenem

Dne 25. října 2009 se v New Yorku na Long Islandu vdala za komika Freda Armisenena, známého z pořadu Saturday Night Live. Rozvedli se 13. května 2011. Při rozhovoru v březnu 2012 Mossová komentovala jejich vztah slovy „jedna z největších věcí, co jsem o něm slyšela, zní: ‚On je tak velmi dobrý v napodobování. Ale nejlepší napodobování, které dělá, je normální člověk.‘ Pro mě je to vhodné shrnutí.“
V lednu 2024 oznámila, že očekává narození prvního potomka.
Mossová patří mezi Scientology.

## Filmografie

### Film
| Rok           | Název                                          | Role                 | Poznámky         |
| ------------- | ---------------------------------------------- | -------------------- | ---------------- |
| 1991          | Vesmírné komando                               | Malá dívka           |                  |
| 1993          | Byl jednou jeden les                           | Michelle (hlas)      |                  |
| 1993          | Recycle Rex                                    | (hlas)               | krátký film      |
| 1994          | Fiktivní zločiny                               | Greta Weiler         |                  |
| 1995          | Oddělené životy                                | Ronni Beckwith       |                  |
| 1995          | Poslední večeře                                | Jenny Tyler          |                  |
| 1997          | Prokletá farma                                 | Linda                |                  |
| 1998          | Angelmaker                                     | Little Turcott       | krátký film      |
| 1999          | The Joyriders                                  | Jodi                 |                  |
| 1999          | Úspěšný Mumford                                | Katie Brockett       |                  |
| 1999          | Kdekoli, jen ne tady                           | Rachel               |                  |
| 1999          | Narušení                                       | Polly „Torch“ Clark  |                  |
| 2002          | Západním směrem                                | Cherise              |                  |
| 2002          | Zabít je snadné                                | Robin Walters        |                  |
| 2003          | Temptation                                     | Wind / Morgan        |                  |
| 2003          | Virgin                                         | Jessie Reynolds      |                  |
| 2003          | Ztracené                                       | Anne                 |                  |
| 2005          | Bittersweet Place                              | Paulie Schaffer      |                  |
| 2007          | Zákeřné dvojče                                 | Emma Callan          |                  |
| 2007          | They Never Found Her                           | Anna                 | krátký film      |
| 2007          | Den zlomu                                      | Patricia             |                  |
| 2007          | Honored                                        | Katie                | krátký film      |
| 2008          | El camino                                      | Lily                 |                  |
| 2008          | New Orleans, Mon Amour                         | Hyde                 |                  |
| 2009          | Morganovi                                      | Jackie Drake         |                  |
| 2010          | The Pack                                       | Diana Whelan         |                  |
| 2010          | A Buddy Story                                  | Susan                |                  |
| 2010          | Dostaň ho tam                                  | Daphne Binks         |                  |
| 2011          | Green Lantern: Emerald Knights                 | Arisia Rrab (hlas)   |                  |
| 2012          | Smoking/Non-Smoking                            | Diana Whelan         |                  |
| 2012          | Drahoušek k zakousnutí                         | Grace                |                  |
| 2012          | Na cestě                                       | Galatea Dunkel       |                  |
| 2014          | Listen Up Philip                               | Ashley               |                  |
| 2014          | The One I Love                                 | Sophie               |                  |
| 2015          | Královna Země                                  | Catherine            |                  |
| 2015          | Meadowland                                     | Shannon              |                  |
| 2015          | Truth                                          | Lucy Scott           |                  |
| 2015          | High-Rise                                      | Helen Wilder         |                  |
| 2016          | The Free World                                 | Doris Lamb           |                  |
| 2016          | Skutečný Rocky Balboa                          | Phyllis Wepner       |                  |
| 2017          | Čtverec                                        | Anne                 |                  |
| 2017          | Šíleně normální                                | Angie Wood           |                  |
| 2018          | Racek                                          | Máša                 |                  |
| 2018          | Her Smell                                      | Becky Something      | také porudcentka |
| 2018          | Gentleman s pistolí                            | Dorothy              |                  |
| 2019          | My                                             | Kitty Tyler / Dahlia |                  |
| 2019          | Světlo mého života                             | Matka                |                  |
| 2019          | The Kitchen                                    | Claire Walsh         |                  |
| 2020          | Neviditelný                                    | Cecilia Kass         |                  |
| 2020          | Shirley                                        | Shirley Jackson      |                  |
| 2021          | Francouzská depeše Liberty, Kansas Evening Sun | Alumna               |                  |
| 2022          | Next Goal Wins                                 | bude oznámeno        |                  |
| bude oznámeno | Call Jane                                      | Joy                  |                  |

### Televize
| Role       | Název                               | Role                                | Poznámky                                                   |
| ---------- | ----------------------------------- | ----------------------------------- | ---------------------------------------------------------- |
| 1990       | Bad Girls                           | Robin                               | Televizní seriál                                           |
| 1990       | Lucky: Příběh jednoho života        | Lucky ve věku šesti let             | Televizní minisérie                                        |
| 1991       | Anything but Love                   |                                     | díl: A Tale of Two Kiddies                                 |
| 1992       | Půlnoční dítě                       | Christina                           | Televizní film                                             |
| 1992       | Frosty Returns                      | Holly (hlas)                        | Krátký film                                                |
| 1992–1995  | Picket Fences                       | Cynthia Parks                       | 7 dílů                                                     |
| 1993       | Batman                              | Kimmy Ventrix (hlas)                | díl: See No Evil                                           |
| 1993       | Johnny Bago                         | Agnes                               | díl: Hail the Conquering Marrow                            |
| 1993       | Animáci                             | Katrina (hlas)                      | díl: O Silly Mio/Puttin' on the Blitz/The Great Wakkorotti |
| 1993       | Gypsy                               | malá Louise                         | Televizní film                                             |
| 1995       | Útěk na Horu čarodějnic             | Anna                                | Televizní film                                             |
| 1995       | Láska dokáže stavět mosty           | mladá Ashley Judd                   | Televizní film                                             |
| 1995       | Freakazoid!                         | Kathy / dodatečné hlasy             | díl: Candle Jack/Toby Danger in Doomsday Bet/The Lobe      |
| 1996       | It's Spring Training, Charlie Brown | (hlas)                              | Krátký film                                                |
| 1999       | Samé trable                         | Mindy                               | Televizní film                                             |
| 1999–2006  | Západní křídlo                      | Zoey Bartlet                        | 25 dílů                                                    |
| 2001       | Duchové                             | Kelly                               | Televizní film                                             |
| 2003       | Advokáti                            | Jessica Palmer                      | díl: Rape Shield                                           |
| 2005       | Zákon a pořádek: Porota             | Katie Nevins                        | díl: Baby Boom                                             |
| 2005–2006  | Invaze                              | Christina                           | 5 dílů                                                     |
| 2006       | Zákon a pořádek: Zločinné úmysly    | Rebecca Colemar                     | díl: Dobro                                                 |
| 2007       | Chirurgové                          | Nina Rogerson                       | díl: My Favorite Mistake                                   |
| 2007       | Medium                              | Haley Heffernan / Jennie            | díl: No One to Watch Over Me                               |
| 2007       | Posel ztracených duší               | Nikki Drake                         | díl: Unhappy Medium                                        |
| 2007–2015  | Šílenci z Manhattanu                | Peggy Olson                         | hlavní role, 88 dílů                                       |
| 2008       | Podstata strachu                    | Danny Bannerman                     | díl: Eater                                                 |
| 2008       | Saturday Night Live                 | Peggy Olson (neuvedena v titulcích) | díl: Jon Hamm/Coldplay                                     |
| 2009       | Nemocnice Mercy                     | Lucy Morton                         | díl: The Last Thing I Said Was                             |
| 2011, 2017 | Na jezeře                           | Robin Griffin                       | 12 dílů                                                    |
| 2013       | Simpsonovi                          | Gretchen (hlas)                     | díl: Novorozeně                                            |
| 2017–2025  | Příběh služebnice                   | June Osborne / Offred               | hlavní role, také producentka                              |
| 2022       | Dívka, která se třpytila            | Kirby Mazrachi                      |                                                            |

## Ocenění a nominace
| Rok  | Název ocenění             | Kategorie                                                                 | Práce          | Výsledek   |
| ---- | ------------------------- | ------------------------------------------------------------------------- | -------------- | ---------- |
| 2001 | Young Artist Award        | Nejlepší výkon v televizním dramatickém seriálu – hostující mladá herečka | Západní křídlo | Nominována |
| 2004 | Director's Choice Award   | Nejlepší herečka                                                          | Virgin         | Vyhrála    |
| 2004 | Independent Spirit Award  | Nejlepší hlavní herečka                                                   | Virgin         | Nominována |
| 2008 | Screen Actors Guild Award | Nejlepší výkon obsazení dramatického seriálu                              | Mad Men        | Nominována |
| 2009 | Screen Actors Guild Award | Nejlepší ženský herecký výkon v dramatickém seriálu                       | Mad Men        | Nominována |
| 2009 | Screen Actors Guild Award | Nejlepší výkon obsazení dramatického seriálu                              | Mad Men        | Nominována |
| 2009 | Satellite Award           | Nejlepší herečka v dramatickém seriálu                                    | Mad Men        | Nominována |
| 2009 | Cena Emmy                 | Nejlepší hlavní herečka v dramatickém seriálu                             | Mad Men        | Nominována |
| 2010 | Cena Emmy                 | Nejlepší herečka ve vedlejší roli v dramatickém seriálu                   | Mad Men        | Nominována |
| 2010 | Screen Actors Guild Award | Nejlepší výkon obsazení dramatického seriálu                              | Mad Men        | Vyhrála    |
| 2010 | Golden Nymph              | Nejlepší herečka v dramatickém seriálu                                    | Mad Men        | Nominována |
| 2011 | Screen Actors Guild Award | Nejlepší výkon obsazení dramatického seriálu                              | Mad Men        | Nominována |
| 2011 | Golden Nymph              | Nejlepší herečka v dramatickém seriálu                                    | Mad Men        | Nominována |
| 2011 | Cena Emmy                 | Nejlepší hlavní herečka v dramatickém seriálu                             | Mad Men        | Nominována |
| 2011 | Screen Actors Guild Award | Nejlepší ženský herecký výkon v dramatickém seriálu                       | Mad Men        | Nominována |
| 2011 | Zlatý glóbus              | Nejlepší ženský herecký výkon v seriálu (drama)                           | Mad Men        | Nominována |
| 2011 | Prism Award               | Nejlepší výkon v epizodě dramatického seriálu                             | Mad Men        | Nominována |
| 2012 | Cena Emmy                 | Nejlepší hlavní herečka v dramatickém seriálu                             | Mad Men        | Nominována |